# Formula–1-es autók
A Formula–1-es autókkal a Formula–1-ben versenyeznek. Ezeket az autókat a FIA szabályai szerint építik, s készítik fel a versenyekre. Minden évben fejlesztik őket, hogy minél jobbak, minél biztonságosabbak legyenek. A Formula 1-es autók hosszúak és könnyűek. A verseny előtt van 4-5 kör bemelegítő kör, hogy felmelegedjenek a gumik gyári hőfokra. Miután felmelegedtek, a gumik jobban fognak tapadni.

## A Formula–1-es autók fejlődése a történelem folyamán

### Kezdetek

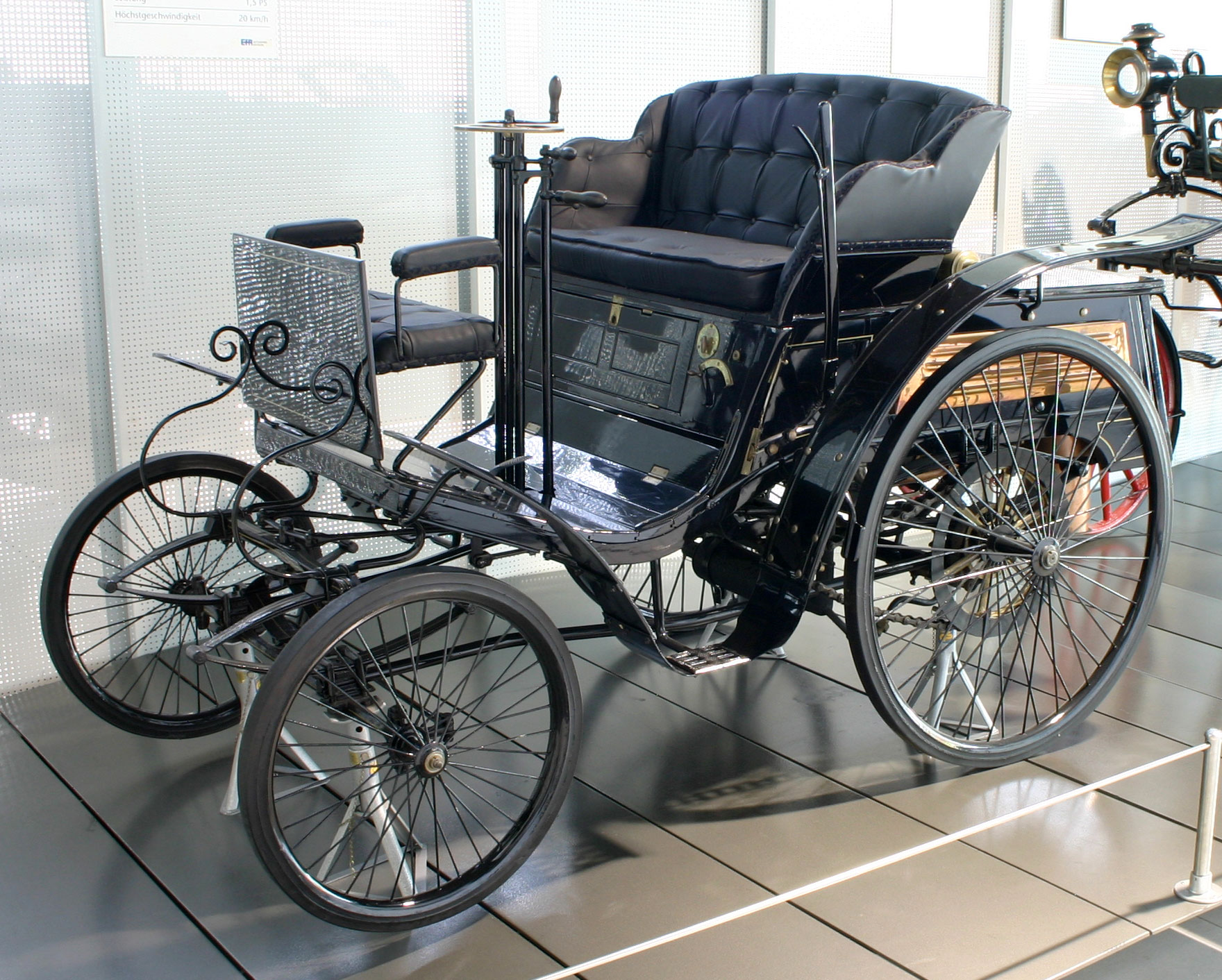
Karl Friedrich Benz által megépített autó

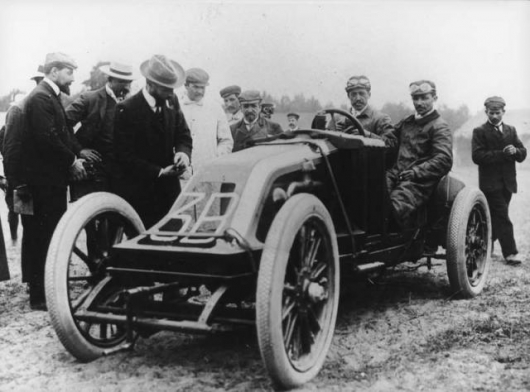
1906-ban először megrendezett első nagydíj, amelyet egy, a képen látható Renault nyert meg

Amikor 1886-ban megjelent az első, Karl Friedrich Benz által megépített autó, senki sem gondolta volna, hogy valamikor a jövő folyamán versenyzésre is fogják használni. A megjelenése után, akiknek pénzük volt, azok vásároltak. Így egyre több autó volt az utakon, és lassan kialakult az emberekben a sebesség utáni vágy s a versenyszellem.
1906-ban rendezték az első nagydíjat. Ahogy a képen látható, az autók még nem voltak semmilyen biztonsági eszközzel ellátva. Nagy sebességeket még nem értek el, ha történt is baleset, legfeljebb megütötték magukat, halálos baleset még nem történhetett. 1910-ben megnyílt az első versenypálya, a Brooklands. 1911-ben Amerikában megrendezték az Indy 500-at.

A híres Indianapolisi pálya

Amikor 1914-ben kitört az első világháború, az autóversenyzés egy ideig szünetelt.
1925-ben megnyílt Belgiumban a Spa-Francorchamps-pálya.

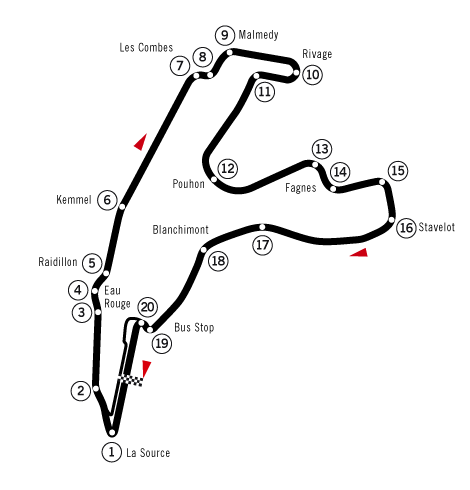
Spa-Francorchamps

A versenypályák megjelenésével párhuzamosan elkezdték fejleszteni az autókat is. Ahhoz képest, hogy 1906-ban még hogy néztek ki az autók, 1939-ben már nemcsak alakban, hanem teljesítményben is óriási a különbség.

### 1950-es évek

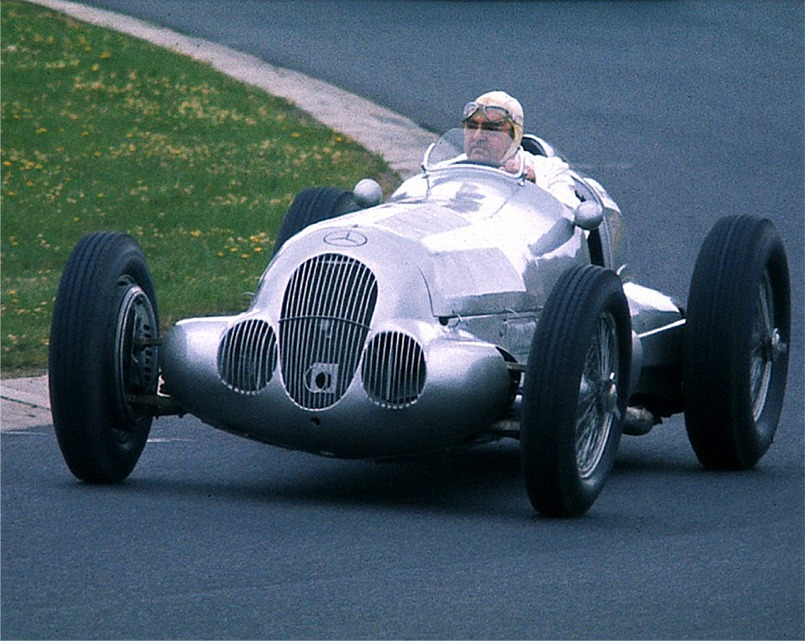
Egy 1937-ben készült Mercedes másolata

Hivatalosan 1950-ben rendezték meg az első világbajnokságot. Ebben a korszakban a versenyzők még a második világháború előtt épített autókat használtak. Erre az időszakra jellemző, hogy az autók laposak voltak, a motor elöl volt, a gumijaik pedig keskenyek és díszesek voltak, a tapadásuk alacsony. 1951-ben a BRM és a Girling bemutatja a közös tervezésű tárcsafékeket. 1952-ben bevezették a 2 literes, sűrítő nélküli motorokat, 1954-ben pedig a 2,5 literes, szintén sűrítő nélküli motorokat. 1958-ban megjelentek azok az autók, amelyek kicsúszásmentés berendezéssel voltak felszerelve. Ezek voltak az első járművek, amelyek rendelkeztek egy minimális biztonsági felszereléssel.

### 1960-as évek

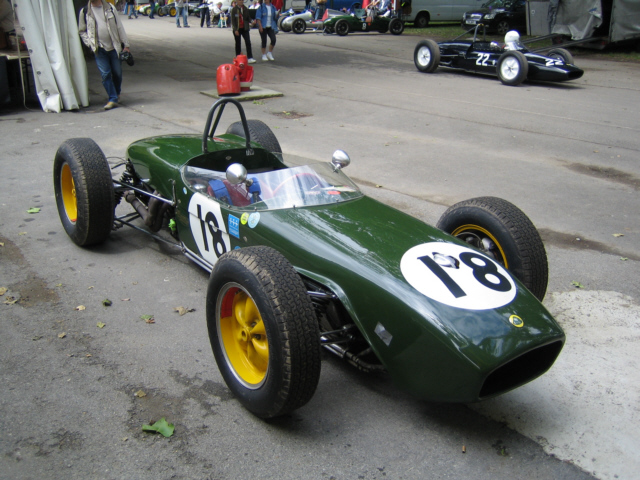
A 60-as évekből származó Lotus, amelynek úgymond szivar alakja van

A 60-as évek elejére jellemző, hogy az autók szivar alakúak voltak. Ugyanebben a korszakban jelentek meg a 220 lóerős V6-os motorok. 1961-ben a FIA előírta, hogy az autók sűrítő nélküli motorokat kell használjanak. 1962-ben megjelentek a V8-as motorok. Ugyanebben az évben forradalmasította a sportágat a saját fejlesztésű, héjszerkezetű autóval a Lotus. 1966-ban bevezették a 3000 cm³-es motorokat. 1968-ban megjelentek az autókon az aerodinamikai elemek, a szárnyak, illetve bevezették a biztonsági öv használatát.

### 1970-es évek
A 70-es évek vége nagyon sok újítást hozott. Ebben az időszakban kezdték megépíteni az autókat olyan alakúra, amilyenek a mostani Formula–1-es autók: aerodinamikusak, vastag gumival rendelkeznek, amelyek segítik a jobb tapadást. 1977-ben megjelentek a V12-es motorok, illetve a szívóhatású felszerelések is. Szintén ebben az évben jelent a légpárna, ami még jobban segítette a versenyzőket, hogy minél biztonságosabban vegyék be a kanyarokat. 1977-ben a Renault bevezette a turbómotorokat.

### 1980-as évek
1983-tól minden autó turbómotoros, amelynek a teljesítménye 1000–1500 lóerő között volt. Hogy megelőzzék  a halálos baleseteket, 1987-ben korlátozták a motorok teljesítményét 750 lóerőre. 1989-től csak szívómotor lehetett az autókban. Ugyanebben az évben kifejlesztette a Renault a nagynyomású léghűtőt, ami megemelte a motor fordulatszámát 12 000 fordulat/percre.

### 1990-es évek
Az 1990-es években bevezettek egy csomó elektronikus kiegészítőt, mint például: ABS, kipörgésgátló, aktív felfüggesztés, kormány mögötti sebességváltók stb. A 90-es évektől kezdődően a Formula–1-es autók egyre biztonságosabbak, egyre jobbak.

### 2000-es évek
2003-tól kezdődően egy csomó új technikával kezdték ellátni az autókat, mint például: mozgatható hátsószárnyak, DRS (elsődleges funkciója az előzések megkönnyítése) stb.

## A Formula–1 szabályai

### Technikai szabályok
A modern Formula–1-es autók hátsókerék-meghajtásúak, nyitott pilótafülkével rendelkeznek, együlésesek, kerekeik nincsenek lefedve, a motort a versenyző mögött helyezik el. A karosszériák nagyrészt szénszálas anyagokból épülnek, melyek könnyűek és erősek. Minden konstrukción kötelező töréstesztet végezni, mielőtt engedélyt kapna a versenyzésre. Egy autó tömegének a motorral, különböző folyadékokkal és a versenyzővel együtt minimum 605 kilogrammnak kell lennie.
Az autók akár 370 km/h körüli sebességgel is haladhatnak, elsősorban a gyors pályákon, például Monzában. A Formula–1-es autóval valaha elért legnagyobb sebesség rekordját a Honda tartja, 417 km/h-val, amit a Mojave-sivatagban, 2005-ben értek el, minimális leszorító erő mellett. A pályán elért hivatalos sebességrekord pedig szintén 2005-ös. Az Olasz nagydíjon Kimi Räikkönen a McLaren-Mercedessel 370,1 km/h-s végsebességet ért el a versenyen.  A nagy sebességű kanyarokban a versenyzőkre 5 g gyorsítás is hathat, szemben például egy utcai sportautóéval, melynél ez az érték legfeljebb 1 g körül mozoghat. 5 g gyorsulásnál a versenyző testét súlyának ötszöröse húzza az adott irányba.
Egy mai Formula–1-es autó gyorsulása (Renault R25 2005-ből, V10-es motorral):
- 0 → 100 km/h: 1,9 másodperc
- 0 → 200 km/h: 3,9 másodperc
- 0 → 300 km/h: 8,4 másodperc (optimális beállítással)

### Kormánykerék

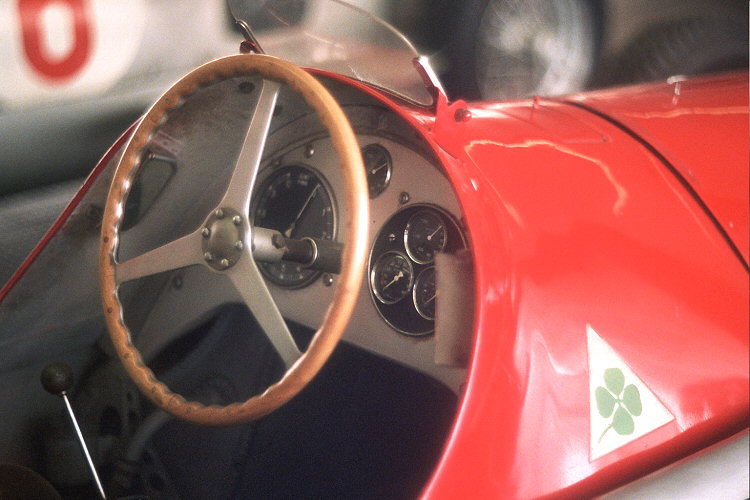
1951-es Alfa Romeo kormánya

A mai autókban szervorendszer segíti a kormányzást, a multifunkciós kormányon több minden állítható, például a fékerőeloszlás vagy a benzin–levegő keverék aránya. Ezen keresztül tudnak a versenyzők kommunikálni a csapat többi tagjával, és a kormányon lévő kijelzőről különböző információkat tudhatnak meg. 2007-től a pálya aktuális részén érvényben lévő zászló színe is megjelenik a kormány kijelzőin. A korai időkben, amikor még nem volt szervokormány az autókban, a kormánykerekeket minél nagyobb átmérőjűre próbálták készíteni, a könnyebb kormányzás érdekében. A versenyzők manapság a kormánykeréken található két füllel tudnak fel- és leváltani. Korábban minden váltásnál egyik kezükkel el kellett engedniük kormányt, hogy váltani tudjanak. Még a ’90-es évek elején is kerek kormányt alkalmaztak, a mai kormányok azonban már egészen eltérnek a korábbiaktól és jóval kisebbek azoknál. A FIA biztonsági előírásai szerint egy versenyzőnek 5 másodperc alatt el kell tudnia hagyni a pilótafülkét, úgy, hogy eltávolítja a kormánykereket.

### Aerodinamika

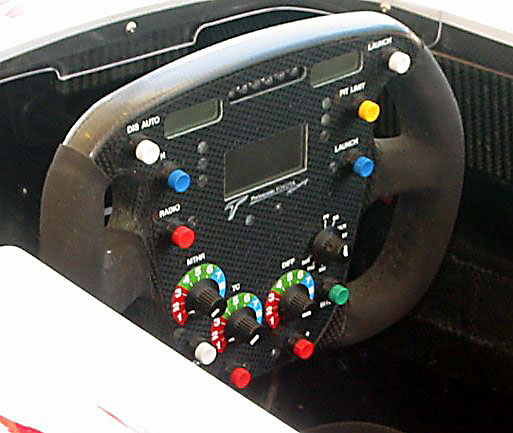
Egy modern Formula–1-es Toyota kormánya

A Formula–1-es autók formája úgy van kialakítva, hogy minél kisebb légellenállást hozzanak létre, növelve ezzel a sebességet. Ehhez hozzátartoznak még a különböző légterelő elemek, 'szárnyak'(hátsó és első), amelyek nagy leszorító erőt termelnek a nagyobb kanyarsebesség elérése érdekében. Az autók alja szinte teljesen sík, és közel fekszik a pályához, ezzel is növelve a leszorító erőt. 160 km/h sebesség körül az autók akkora leszorító erőt termelnek, amennyi a súlyuk. A legnagyobb sebességüknél ez az autók súlyának a két és félszerese is lehet.
Az aerodinamikával komolyabban először az ’50-es években kezdtek el foglalkozni. A Mercedes egy kinyitható, nagy légellenállású szárnyat épített autójába, amivel a fékezést tudta segíteni. Az első szárnyakat a Ferrari alkalmazta az 1960-as években. A spoilerek idővel olyan magasra emelkedtek, hogy balesetveszélyesek lettek, ezért később szabályozták méreteiket. A wing-cart a Lotus fejlesztette ki, és 1978-ban világbajnok is lett. Az ötlet lényege, hogy míg a levegő a szárny felső felületén viszonylag rövid utat tesz meg, addig az alsó felületén hosszabbat, így lefelé ható vákuum keletkezik, amely a kocsit az út felé szorítja. Ezt a hatást „szoknyákkal” fokozták tovább, amelyek még kisebb légnyomást hoztak létre az autók alatt, még nagyobb leszorítóerőt elérve. A megoldást az 1983-as szezontól betiltották. Ezután már nem történt jelentős változás az aerodinamikában. Napjainkban a csapatok az autókat méretarányosan lekicsinyített (a szabályok szerint legfeljebb 60%-os) modelleken szélcsatornában tesztelik.
2009-re jelentős szabályváltozásokat hoztak, minek hatására az autók első terelőszárnya alacsonyabb és szélesebb, míg a hátsó magasabb és keskenyebb lett. A karosszéria különböző pontjain elhelyezett kiegészítő aerodinamikai elemeket betiltották.
2011-ben új elemként jelent meg az állítható hátsó szárny (röviden DRS – az angol drag reduction system kifejezésből), amelynek elsődleges funkciója az előzések megkönnyítése. A szerkezet időmérő edzésen a pálya bármely részén használható, versenyen viszont szigorúbbak a feltételek: az erre kijelölt pályaszakaszon, az úgynevezett DRS-zónában aktiválhatja a versenyző, de csak akkor, ha a zónát megelőző ellenőrzési ponton legalább egy másodpercen belül megközelítette az előtte haladót. A szárny nyitásával csökken a leszorító erő, ezáltal nagyobb sebesség érhető el. Esős időjárás esetén a megoldás biztonsági okokból nem alkalmazható.

## Lásd még
- Formula–1
- A Formula–1 története
- Autó